# アスペン物理学研究所
アスペン物理学研究所(アスペンぶつりがくけんきゅうじょ、Aspen Center for Physics)は、米国コロラド州アスペンに本拠を置く非営利の物理学研究センターである。同研究所は、研究物理学者間の相互作用を促進するためにワークショップや会議を開催している。
アスペン物理学研究所は、1962年にパデュー大学のポストドクターフェローであるジョージ・ストラナハン（後にフライングドッグ牛牧場を所有-運営し、フライングドッグ醸造所を共同設立したことで知られる）、ペンシルベニア大学教授マイケル・コーエン、アスペン研究所初代所長ロバート・W・クレイグによって設立された。 1957年にカーネギー工科大学で博士論文に取り組んでいる間、ストラナハンは最初にアスペンに移り、そこで山岳地帯と釣りを楽しんだ。この経験の余波で、彼は物理学者のための隠れ家として研究所を設立する動機となった。

## プログラム
5月下旬から9月中旬までのサマープログラム期間中、センターは個々の研究者と小規模なワーキンググループに500人以上の主要な科学者のためのダブルオフィスとキャンパス活動を提供している。生物物理学、天体物理学と宇宙論、素粒子物理学、物性物理学の分野で2〜5週間の10〜13回の非公式ワークショップも行われているが、出席の最も重要な側面は、1対1の会話中およびフィールド間で自発的に生じるアイデアの化学反応である。参加者には、ポスドク、教授、研究者、実験家が含まれている。これまでにノーベル物理学賞受賞者60人以上がアスペンに参加した。滞在費は、アメリカ国立科学財団より補助が出る。家族はしばしば参加者に同行する。
1月、2月、3月の冬季会議は、特定の集中的な1週間の会議で構成される。毎週、50人から100人の参加者がセンターで話し合いのために毎日集まり、ホテルの部屋のブロックを共有し、一緒に食事をし、研究の主題に完全に没頭する。

## 地域社会への公開
また、夏期・冬期には無料の公開講座を開催し、科学者でない方にも最先端の研究内容を伝えている。アスペン科学センターとともに、アスペン物理学センターも夏のバーベキューを開催し、地元の若者や来訪した若者たちが家族でピクニックしながら、楽しくてためになる物理学の話を聞ける機会がある。冬の講演会の前に開催されるPhysics Cafeでは、学生や大人が物理学者と気軽に話す機会を提供している。また、会話形式のダイアログを開催したり、地元のアクセステレビ（Grassrootstv.org "Physics Preview"）やラジオ（KDNKで高校生と″Radio Physics″）でインタビューを行い、高校生の物理学者が参加者と関わる機会を提供したり、学校や若者団体に科学のリソースを提供したりしている。